# Kościół św. Marcina w Stargardzie
Kościół św. Marcina (niem. St.-Martin-Kirche) – kościół, który znajdował się w Stargardzie. Zburzony po wprowadzeniu reformacji.

## Historia
Świątynia została zbudowana po misji chrystianizacyjnej św. Ottona z Bambergu w latach 20. XII wieku. Było to pierwszy kościół wzniesiony na terenie miasta. Kościół znajdował się w podgrodziu ówczesnego Stargardu, przy bramie Młyńskiej, nad kanałem Młyńskim. Zbudowany był z drewna. Świątynia została wzniesiona na linii wschód-zachód, z prezbiterium zwróconym ku wschodowi. Na przełomie XIII i XIV wieku została przebudowana na murowaną. W połowie XVI wieku kościół został przejęty przez Radę Miejską, a po wprowadzeniu reformacji zburzony. Nie jest znana dokładna data likwidacji kościoła, jednak w opinii Boehmera istniał on jeszcze w końcu XVI wieku.